# Уе
Уе (фр. Houet) — одна з 45 провінцій Буркіна-Фасо. Знаходиться в регіоні Верхні Басейни, столиця провінції — Бобо-Діуласо. Площа Уе — 11 568 км².
Населення станом на 2006 рік — 902 662 осіб.

## Адміністративний поділ
Уе підрозділяється на 13 департаментів.